# Tiririca
 (octobre 2023).
Francisco Everardo Oliveira Silva, né le 1er mai 1965 à Itapipoca, est un humoriste, artiste de cirque et homme politique brésilien. Il est aussi connu sous son nom de scène Tiririca.
En 2010, il est élu à la chambre des députés, débutant ainsi sa carrière politique.

## Biographie

### Artiste de rue et chanteur
Tiririca commence à travailler dans un cirque dès l'âge  de 8 ans comme clown. C'est à cette époque que sa mère lui donne son surnom de Tiririca. Vers les 15-20 ans, il effectue des tournées dans les fêtes populaires de sa région de Ceará, où il devient très connu.
Il sort alors son premier CD, avec la chanson Veja os cabelos dela (Regarde ses cheveux), considérée par beaucoup comme une chanson raciste. Le CD est retiré des ventes, Tirrica est traduit en justice avant d'être acquitté.
En 1997, il publie Tiririca, son deuxième CD, et un troisième en 1999, Dança da Rapadura.

### La télévision
C'est à la même époque qu'il fait ses débuts à la télévision sur Rede Record, où il fait partie du groupe d'humoristes Escolinha do barulho. De ce fait, il délaisse alors un peu la musique. Au bout de quelques années, il passe sur la chaîne SBT, dans l'émission A Praça é Nossa. Revenu sur Rede Record, il sort un nouveau CD : Alegria do Forró.

### La politique

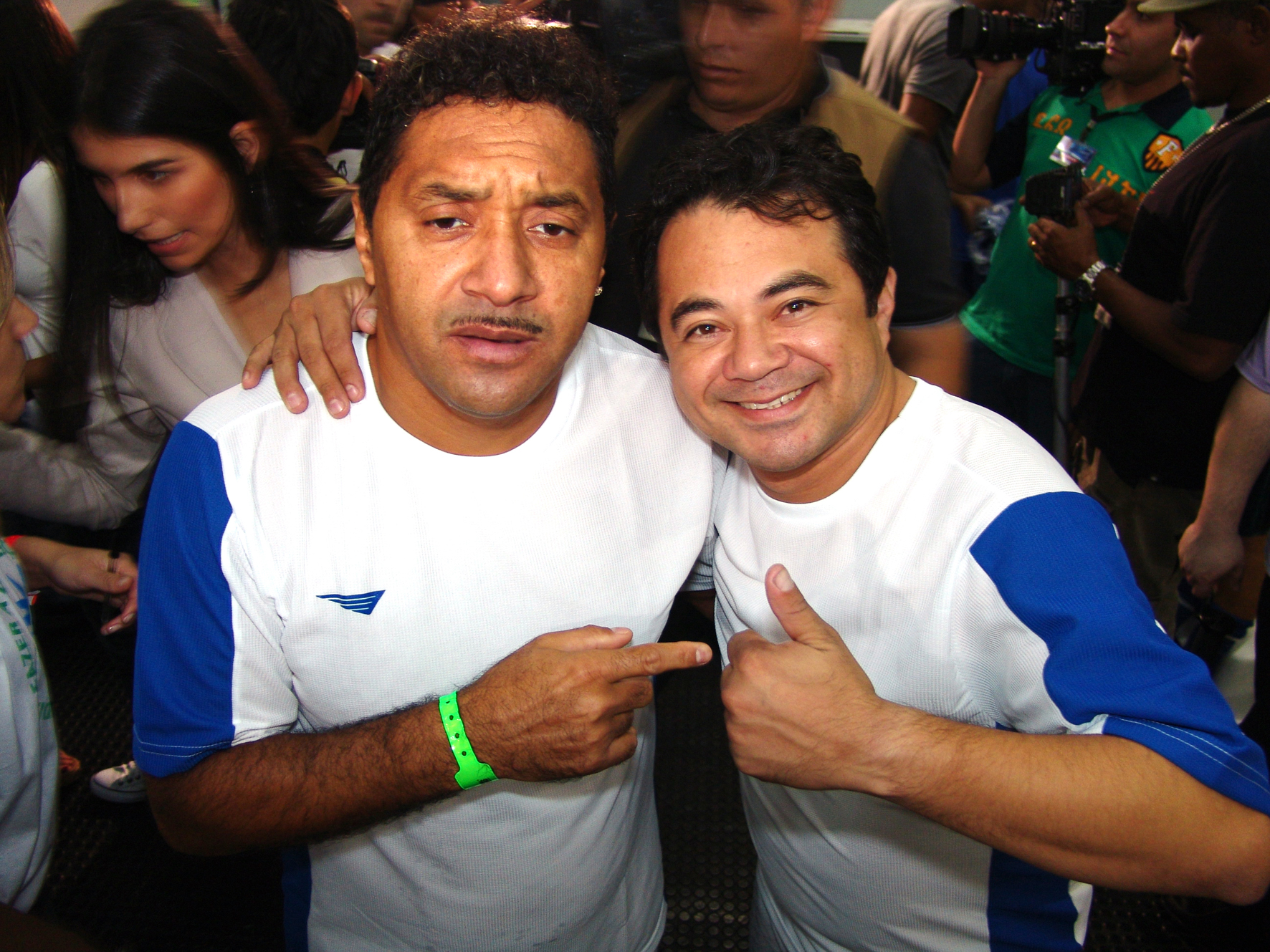
Tiririca (gauche) et son collègue humoriste Shaolin.

En 2010, il adhère au Partido da República (Parti de la République). Beaucoup, dont la revue Revista Época, l'accusent d'être analphabète et en conséquence de ne pouvoir être élu. Mais le 3 octobre 2010, Tiririca est élu député au Congrès fédéral avec 1 348 295 votes (6,35 %). Ses avocats ont soutenu que son analphabétisme présumé est une sorte de dyslexie, qui ne lui permettrait pas d'écrire. Une vidéo diffusée par la Revista Época le montre néanmoins en train de signer des autographes. En dépit des polémiques ayant marqué son élection, Tiririca est le premier artiste de rue élu au Congrès fédéral brésilien.

## Racisme
La maison de disques Sony Music a été condamnée pour avoir sorti, en 1997, une chanson raciste. La maison de disques avait publié Veja os Cabelos Dela [Regarder ses cheveux], un titre du chanteur, comédien et politicien brésilien Tiririca.